# Sterilair
Global Sterilair E-Commerce é a maior empresa brasileira fabricante de esterilizadores de ar, há mais de 3 décadas no mercado brasileiro com o Sterilair, e em mais de 20 países. A empresa já vendeu mais de dois milhões de unidades.

## Histórico
O aparelho esterilizador foi inventado pelo engenheiro brasileiro Alinthor Fiorenzano Júnior, em 1983. Depois de dois anos vendendo o aparelho por conta própria, Fiorenzano resolveu procurar uma empresa de porte para expandir o negócio. Entrou em contato com várias empresas até chegar à Yashica. A vice-presidente da empresa na época, Mitiko Ogura, se interessou pessoalmente pelo aparelho. Fecharam contrato em 1988, depois de uma série de testes, e a Yashica começou a produzir o aparelho em grande escala.